# Hymedesmia procumbens
Hymedesmia procumbens är en svampdjursart som beskrevs av William Lundbeck 1910. Hymedesmia procumbens ingår i släktet Hymedesmia och familjen Hymedesmiidae. Inga underarter finns listade i Catalogue of Life.